# Unión de Brest

Religiones en la Comunidad polaco-lituana en 1573:
católicos
ortodoxos
calvinistas
luteranos

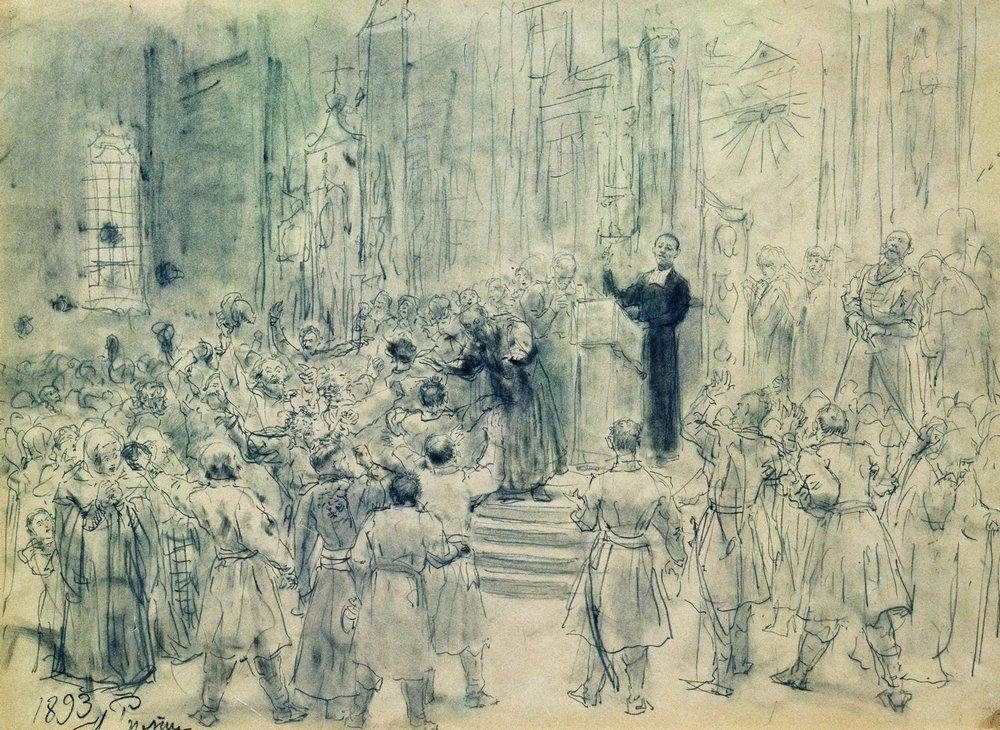
El arzobispo Josafat Kuncewicz incita a los habitantes de Vítebsk a incorporarse a la unión. (Iliá Repin, 1893).

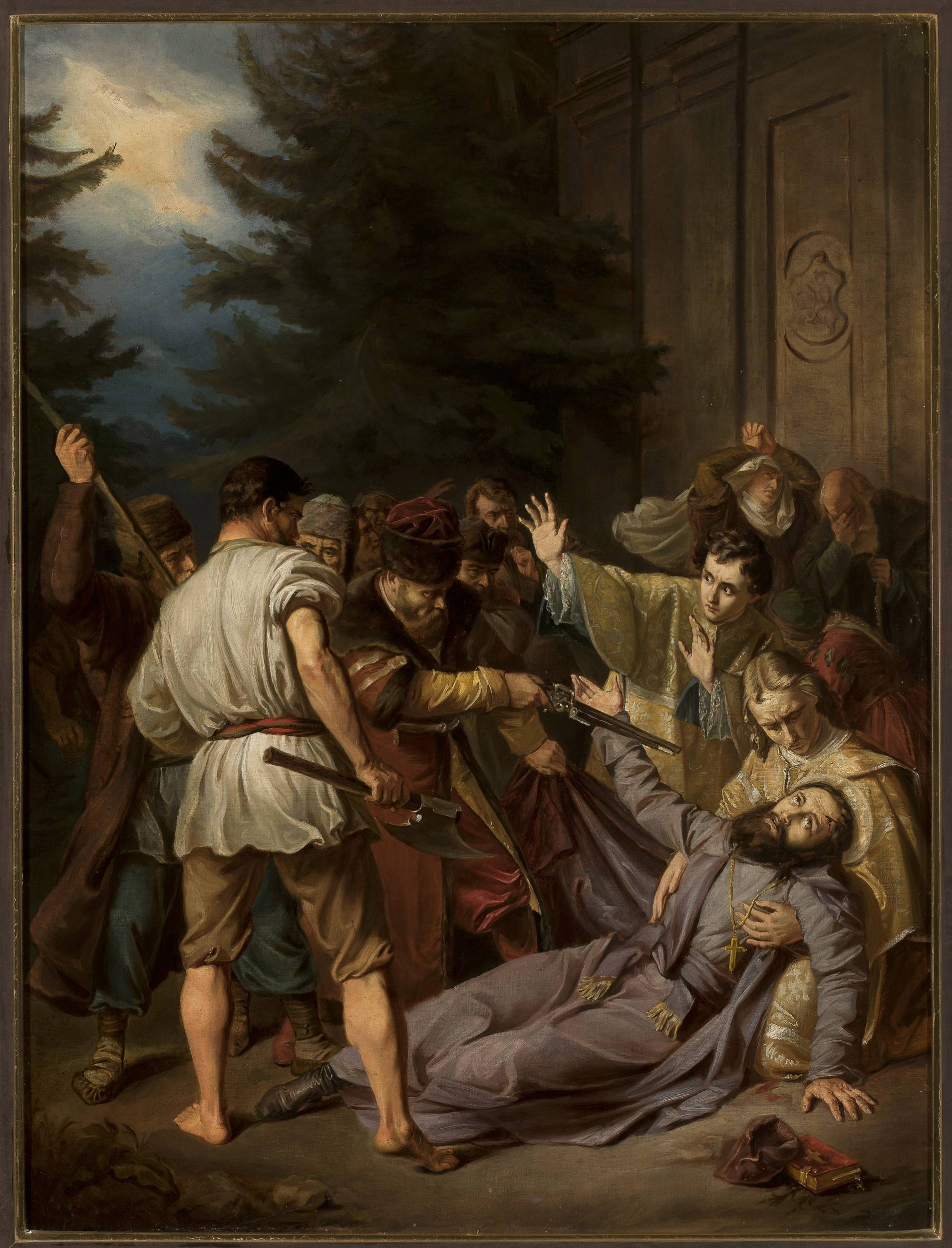
Martirio del arzobispo Josafat Kuncewicz. Vítebsk 1623, (Józef Simmler, 1861)

Se denomina Unión de Brest o Unión de Brześć a la decisión adoptada en 1596 por el metropolitanato de Kiev, Galitzia y toda Rus de la Iglesia ortodoxa de romper su dependencia del patriarcado de Constantinopla y entrar en comunión con la Iglesia católica bajo la autoridad de la Santa Sede de Roma a fin de evitar la dominación por el recién creado patriarcado de Moscú en 1589. La unión se formalizó en la ciudad de Brest, en la República de las Dos Naciones (o Comunidad polaco-lituana), en la moderna Bielorrusia. El grupo resultante es la actual Iglesia greco-católica ucraniana y Iglesia greco-católica bielorrusa.
El rey de Polonia y gran duque de Lituania, Segismundo III Vasa, apoyó con decisión la unión, pero algunos obispos y destacados nobles de Rus la rechazaron, lo mismo que el naciente movimiento cosaco para el autogobierno ucraniano. El resultado fue el conflicto interno en los territorios rutenos y la división de la Iglesia de Rus en dos jurisdicciones: la greco-católica y la ortodoxa.

## Antecedentes
La metrópolis data del siglo X cuando fue establecida por el patriarca de Constantinopla después de la conversión al cristianismo del gran príncipe Vladimiro I de Kiev en 988. Después de la invasión mongola de la Rus de Kiev, que devastó Kiev, durante el siglo XIII una segunda metrópolis fue establecida en Hálych o Galitzia en 1303 por el esfuerzo del rey León I de Galitzia y posteriormente su hijo Jorge I. Existió durante la mayor parte del siglo XIV pero quedó vacante desde 1401 cuando el metropolitano de Kiev y toda Rus tomó su título. En 1439, Isidoro, metropolitano de Kiev y toda Rus, participó de la unión decretada en el Concilio de Florencia. Esta metrópolis incluía mayormente bielorrusos que vivían en la Comunidad polaco-lituana.
Sin embargo, el 15 de diciembre de 1448, por indicación de Basilio II de Moscú y nombrado por el Consejo de obispos del Principado de Moscú, pero sin el consentimiento del patriarca de Constantinopla, el obispo Jonás fue instalado en Moscú como metropolitano de Kiev y toda la Rus. Este hecho significó la autoproclamación de la autocefalía por la Iglesia de Moscovia, produciéndose sólo cinco años antes de la caída de Constantinopla en 1453.
En 1573 la Iglesia católica reanudó sus esfuerzos para lograr la unión con la Iglesia ortodoxa tras la unión efímera de los últimos tiempos del Imperio bizantino. Se fundó en Roma un colegio griego. Por entonces la Iglesia ortodoxa en los territorios polaco-lituanos se hallaba en crisis: dependía del patriarca de Constantinopla, ubicada en territorio otomano; el nuevo patriarcado de Moscú, fundado en 1589 exigía su sometimiento; y los soberanos polaco-lituanos nombraban obispos a candidatos afines a los que deseaban hacer una merced en vez de a los más adecuados para ocupar estos puestos. El clero ortodoxo tampoco destacaba por su educación y parte de la nobleza ortodoxa se estaba convirtiendo al calvinismo o volviéndose anabaptista, en parte por motivos económicos —aportaban menos a las nuevas Iglesias—. Después de la Unión de Lublin en 1569, que fusionó el Gran Ducado de Lituania y el Reino de Polonia en una unión personal, la Iglesia ortodoxa rutena se esforzó en la unión con la Iglesia católica para tener los mismos derechos que el clero católico. El contraste se hizo mayor ya que el clero católico polaco y lituano estaba revitalizado por la llegada de misioneros jesuitas desde 1569.
El patriarca de Constantinopla, Jeremías II, de regreso de su visita a Moscú pasó por Vilna en 1589 y convocó a un sínodo en busca de remediar la situación de la Iglesia rutena. Fue recibido por el rey y consagró a Michael Rahoza como metropolitano de Kiev, Galitzia y toda Rus y el 6 de agosto de 1589 designó al obispo de Lutsk y Ostroh, Cyril Terlecki, como su exarca en el metropolitanato de Kiev. El patriarca también ordenó realizar un sínodo cada año en la provincia.

## Unión
Pocos días antes del sínodo convocado por el metropolitano Rahoza para el 24 de junio de 1590 en Brest, los obispos Terlecki, Gedeón Balaban de Leópolis, Leoncio Pelczycki de Pinsk y Turau y Dionisio Zbirujski de Chełm, firmaron en Bełz una declaración comprometiéndose a someter su voluntad y su inteligencia al papa de Roma, y solicitando la preservación de sus ritos y sus privilegios eclesiásticos. Estos obispos presentaron su declaración al sínodo de Brest, en el que obtuvieron el apoyo del metropolitano Rahoza y del obispo Meletio Chrebtowicz de Volodímir-Brest, aunque mantenida en secreto. Terlecki fue encargado por el sínodo de obtener el asentimiento del rey Segismundo III, quien respondió el 18 de marzo de 1592 expresando su alegría por la decisión y prometiendo su ayuda ante eventuales persecuciones y asegurando la preservación del rito de los rutenos.
Chrebtowicz falleció en 1593 y fue consagrado obispo de Volodímir-Brest Hipacio Pociej, quien apoyó a Terlecki en el proyecto de unión. Otro sínodo anual de obispos rutenos se reunió en Brest el 24 de junio de 1593 pero no trató la cuestión de la unión y suspendió a Balaban como obispo de Leópolis. Otro encuentro anual de obispos se realizó en Brest el 24 de junio de 1594, sin carácter de sínodo ya que el rey estaba en Suecia y no podía convocarse en su ausencia. Unos días más tarde los obispos Terlecki, Balaban, Zbirujski y Michael Kopystynski de Przemyśl se reunieron en Sokal y reafirmaron lo decidido en Bełz y en Brest en 1590, dándole a Terlecki poderes para tratar sobre la unión con el rey y con la Santa Sede. Ellos firmaron el 2 de diciembre de 1594 el Decretum de recipienda et suscipienda communione Sanctae Romanae Ecclesiae, en el que deploraron los males causados por el cisma de Oriente y solicitaron su sometimiento al papa a condición de que se preservaran sus ritos y costumbres litúrgicas. Pusieron su firma en el documento: Rahoza, Pociej, Terlecki, Zbirujski, Pelczycki y el arzobispo Gregorio Zahorski de Pólatsk.
El 12 de junio de 1595 hubo una nueva reunión en Brest en la que Rahoza, Pociej, Terlecki y Pelczycki realizaron una petición al papa Clemente VIII y otra al rey en las que formularon 33 artículos que debían ser garantizados como condición previa a su ingreso en la comunión católica. En el primer artículo se pedía que respecto del filioque los rutenos deberían permanecer con lo que nos fue transmitido en las Sagradas Escrituras, en el Evangelio y en los escritos de los santos doctores griegos, es decir, que el Espíritu Santo procede, no de dos fuentes y no de una doble procesión, sino de un origen, del Padre a través del Hijo. En el artículo 2 se pedía que no se hiciera cambio alguno en el ritual y se conservara su lengua litúrgica. En los 3, 4 y 5 se pedía continuar la comunión bajo las dos especies, su forma del bautismo y se aceptaba la doctrina del purgatorio. En el 6 aceptaron el calendario gregoriano, pero sin modificar la fecha de la Pascua y de otras fiestas. Los artículos 7 y 8 se referían a no ser obligados a las procesiones del día de Corpus Christi ni a cambiar otras ceremonias. El 9 solicitaba mantener el matrimonio de los sacerdotes sin cambios y el 10 se refería a que los obispos y dignatarios fueran de suyo propio y presentados por ellos al rey para su designación. El 11 refería a las consagraciones de obispos y en el 12 se insistió en que el rey les concediera, como de derecho, la dignidad de senadores como las tenían los obispos católicos. En el resto de los artículos se realizaron solicitudes no doctrinales. Posteriormente firmaron las peticiones otros 8 obispos incluyendo a Balaban y a Zbirujski.
Terlecki y Pociej viajaron a Cracovia, en donde se negociaron los términos de la unión con los representantes del rey y con el nuncio apostólico. El 2 de agosto de 1595 el rey Segismundo prometió que mantendría los derechos y posesiones de la Iglesia rutena, que el clero de Rutenia tendría los mismos derechos que el clero católico, que no serían latinizadas las iglesias y monasterios y que quedaba abolida la jurisdicción del patriarca de Constantinopla y de otros prelados ortodoxos en Rutenia. El nuncio apostólico confirmó la normativa y el rey dispuso que Terlecki y Pociej viajaran a Roma para la sanción definitiva del acto de unión. El 27 de agosto de 1595 los obispos de Lutsk y Ostroh, Chełm, Przemyśl y de Leópolis lo anunciaron a los fieles en sus diócesis.
Terlecki y Pociej llegaron a Roma el 25 de noviembre de 1595 y trataron con el papa y los cardenales las condiciones de unión, que fueron aceptadas. Se acordó que el filioque no debería insertarse en el Credo Niceno, aunque los obispos rutenos aceptaban la procedencia del Espíritu Santo a través del Hijo. La unión fue solemne y públicamente proclamada en el Salón de Constantino del Palacio Apostólico en el Vaticano el 23 de diciembre de 1595. El canónigo Eustaquio Wołłowicz de Vilna, leyó en ruteno y latín la carta del episcopado ruteno al papa, fechada el 12 de junio de 1595. El cardenal Silvio Antoniani agradeció al episcopado ruteno en nombre del papa, y expresó su alegría por el feliz acontecimiento. Entonces Adam Pociej, obispo de Volodímir-Brest, en su propio nombre y en el del episcopado ruteno, leyó en latín la fórmula de abjuración del cisma griego, el obispo Cyril Terlecki de Lutsk lo leyó en ruteno y colocó sus firmas. El papa Clemente VIII les dirigió entonces una alocución, expresando su alegría y prometiendo a los rutenos su apoyo. Se hizo una medalla para conmemorar el evento, con la inscripción: "Ruthenis receptis". El mismo día se publicó la bula Magnus Dominus et laudabilis nimis, anunciando al mundo católico el regreso de los rutenos a la unidad de la Iglesia católica. La bula recita los acontecimientos que llevaron a la unión, la llegada de Pociej y Terlecki a Roma, su abjuración y la concesión a los rutenos de conservar su propio rito, salvando las costumbres que se oponían a la pureza de la doctrina católica e incompatible con la comunión de la Iglesia católica. El 7 de febrero de 1596 el papa Clemente VIII dirigió al episcopado ruteno el escrito Benedictus sit Pastor ille bonus, en el que se ordenaba la convocación de un sínodo en el que los obispos rutenos debían recitar la profesión de fe católica. También se enviaron varias cartas al rey polaco, príncipes y magnates, exhortándolos a recibir a los rutenos bajo su protección. Otra bula, Decet Romanum pontificem, de fecha 23 de febrero de 1596, definió los derechos del episcopado ruteno y sus relaciones en sujeción a la Santa Sede.
En marzo de 1596 los dos obispos estaban de nuevo en Lutsk. En mayo de 1596 se reunió la Dieta en Varsovia, en la que los diputados rutenos dirigidos por el príncipe Konstanty Ostrogski, el poderoso voivoda de Kiev, expresaron su desacuerdo con la unión y la rechazaron. Los ortodoxos de Vilna y de Leópolis llamaron a los fieles a resistir la unión. El rey Segismundo III ordenó la realización de un sínodo en Brest para que el 8 de octubre de 1596 proclamara solemnemente la unión. Asistieron el metropolitano Rahoza y los obispos rutenos de Volodímir-Brest, Lutsk y Ostroh, Pólatsk, Pinsk y Turau, Chełm, los obispos latinos de Leópolis, Lutsk, Chełm y otros prelados. Por el partido ortodoxo asistieron varios archimandritas de los monasterios, Niceforo, el protosincelo del patriarca de Constantinopla, Cirilo Lukaris como delegado de patriarca de Alejandría y el voivoda Konstanty Ostrogski de Kiev. Los ortodoxos exigieron la deposición de los obispos unionistas, el sostenimiento del calendario juliano y la abrogación del acta de unión. Los comisionados del rey no lograron hacerles deponer su actitud. El 9 de octubre de 1596 los obispos fueron en procesión a la Iglesia de San Nicolás y luego de la liturgia el arzobispo de Pólatsk leyó la declaración del episcopado ruteno aceptando la unión con Roma.
La unión permitió la reforma de Orden basiliana, mejoró notablemente la calidad del clero y la educación de los obispos, a menudo completada en el Colegio griego de Roma.

## Oposición y problemas
Negaron su consentimiento a la unión los obispos Gedeón Balaban de Leópolis y Michael Kopystynski de Przemyśl, quienes fueron destituidos y excomulgados. El rey Segismundo III los privó de todos los derechos espirituales en un edicto del 5 de diciembre de 1596 por el que ordenó a los rutenos reconocer solo a los obispos unionistas. Las eparquías de Leópolis, Lutsk y Ostroh, y Przemyśl luego permanecieron en cisma hasta 1700, 1702 y 1693 respectivamente. En agosto de 1620 el patriarca Teófanes III de Jerusalén viajó a Kiev y consagró una nueva jerarquía ortodoxa en obediencia a Constantinopla, incluyendo a Job Boretsky como metropolitano de Kiev. 
En un principio la unión fue exitosa, pero en las décadas siguientes perdió gran parte de su apoyo inicial debido principalmente a su aplicación forzada en las parroquias y monasterios ortodoxos, lo que provocó varios levantamientos masivos, particularmente la Rebelión de Jmelnytsky, de los cosacos de Zaporozhia debido a la que la Comunidad polaco-lituana perdió Ucrania de la Margen Izquierda. Los eparquías de Leópolis y de Przemyśl inicialmente permanecieron ortodoxas, y más tarde se unió a la Iglesia greco-católica ucraniana la eparquía de Leópolis, pero solo al final del siglo XVII. La tenaz resistencia provenía de algunos monasterios como el de las Cuevas de Kiev y las hermandades ortodoxas, particularmente en Leópolis, Vilna y Kiev.
La unión tuvo que enfrentarse desde el principio con considerable oposición. La jerarquía católica polaco-lituana se negó a considerar a la ortodoxa como su igual, y los obispos uniatos no obtuvieron escaños en el Senado de Polonia. No cesaron tampoco los intentos de conversión al catolicismo de rito latino.
Los ortodoxos que rehusaron la unión de las Iglesias también fueron numerosos y contaron con importantes apoyos tanto entre la nobleza como entre las hermandades de mercaderes y artesanos. La identificación de la Iglesia uniata con los señores feudales también favoreció el rechazo hacia ella de cosacos y campesinos en las regiones orientales de la república. Kiev cayó en 1648 bajo el control de los cosacos y en 1667 del Imperio ruso. Allí, la Iglesia uniata fue disuelta.